# Makuxi
Macushi (Macussi, Makuxi, Macuchi, Macuxi, Macuxis, Makusi, Makushi, Pemon), snažan indijanski narod iz Brazila, Gvajane i manjim dijelom iz Venezuele. Jezično su im najsrodniji Akawai, Patamona i Pemon, s kojima čine skupinu Macushi-Kapon, koja je dio karipske porodice. Macushi-populacija u svim zemljama iznisi peko 24,000, a najbrojniji su u Brazilu (15.000; dfržava Roraima) i Gvajani (9.000), te oko 600 u Venezueli. U Brazilu su Makuši treća domorodačka skupina po brojnosti, a u Gvajani su na drugom mjestu. Skupina Teueia ili Teweya je iz Venezuele.

## Sela u Gvajani
U distriktu North Rupununi imaju 14 sela: Annai Central, Apoteri, Aranaputa, Crash Water, Kwatamang, Kwarmatta, Massara, Rewa, Rupertee, Surama, Fairview (ili Kurupukari), Toka, Wowetta i Yakarinta; Itabac, Kanapang.

## Rezervati u Brazilu
U Brazilu žive na rezervatima Ananás, Aningal, Anta, Araçá, Barata/Livramento, Bom Jesus, Boqueirão, Cajueiro, Jaboti, Mangueira, Manoá/Pium, Moskow, Ouro, Pium, Ponta da Serra, Raimundão, Raposa/Serra do Sol, Santa Inês, São Marcos i Sucuba.